# Eleições estaduais no Tocantins em 2018
As eleições estaduais no Tocantins em 2018 foram realizadas em 7 de outubro, como parte das eleições gerais no Brasil. Os eleitores aptos a votar elegeram seus representantes na seguinte proporção: oito deputados federais, dois senadores e vinte e quatro deputados estaduais. Também escolheram o Presidente da República e o Governador, para mandatos que se iniciaram em 1° de janeiro de 2019 e terminaram em 31 de dezembro de 2022. De acordo com a Legislação, no caso de nenhum dos candidatos ao Poder Executivo atingir mais de 50% dos votos válidos, um segundo turno seria realizado. em 28 de outubro, mas Mauro Carlesse conseguiu vencer no primeiro turno, com 57,30% dos votos válidos.

## Regras

### Governador e vice-governador
No geral, as regras para as eleições presidenciais também se aplicam às estaduais. Isto é, as eleições têm dois turnos; se nenhum dos candidatos alcançar maioria absoluta dos votos válidos, um segundo turno entre os dois mais votados acontece.

### Senador
Conforme rodízio previsto para as eleições para o Senado, em 2018, duas vagas para cada estado seria disputada para o mandato de 8 anos. Os 2 candidatos mais votados exercerão o mandato entre 2019 e 2026. Nas eleições legislativas, não há segundo turno.

## Candidatos da eleição para o governo estadual
Segundo o Tribunal Superior Eleitoral houve 704.803 votos nominais (84,79%),14.389 votos em branco (1,73%) e 112.022 votos nulos (13,48%) calculados sobre um total de 831.214 eleitores. O número de abstenções foi de 207.540 (19,98%).
| Candidatos a governador do estado | Candidatos a vice-governador | Número | Coligação                                                                    | Votação | Percentual |
| --------------------------------- | ---------------------------- | ------ | ---------------------------------------------------------------------------- | ------- | ---------- |
| Mauro Carlesse PHS                | Wanderlei Barbosa PHS        | 31     | Governo de atitude (PHS / SD / PP / DEM / PTC / PRB / AVANTE / PATRI / PROS) | 404.484 | 57,39%     |
| Carlos Amastha PSB                | Oswaldo Stival Jr PSDB       | 40     | A verdadeira mudança (PSB / PSDB / PR / MDB / PODE / PSC)                    | 219.842 | 31,19%     |
| Márlon Reis REDE                  | José Geraldo PTB             | 18     | Frente alternativa (REDE / PTB / PSD / PCdoB / PT / PDT / PRTB / PV)         | 47.046  | 6,68%      |
| César Simoni PSL                  | Paulo Lima PSL               | 17     | PSL (sem coligação)                                                          | 31.231  | 4,43%      |
| Bernadete Aparecida PSOL          | Ney Robson PSOL              | 50     | PSOL (sem coligação)                                                         | 2.200   | 0,31%      |

## Candidatos da eleição para o senado federal
Segundo o Tribunal Superior Eleitoral houve 1.274.703 votos nominais (76,68%), 76.167 votos em branco (4,58%) e 311.558 votos nulos (18,74%) calculados sobre um total de 831.214 eleitores que nesta eleição, tinham o direito de votar em dois senadores. O número de abstenções foi de 207.540 (19,98%).
| Candidatos a senador da República | Candidatos a suplente de senador             | Número | Coligação                                                                    | Votação | Percentual |
| --------------------------------- | -------------------------------------------- | ------ | ---------------------------------------------------------------------------- | ------- | ---------- |
| Eduardo Gomes SD                  | Siqueira Campos DEM Ogari Pacheco DEM        | 777    | Governo de atitude (PHS / SD / PP / DEM / PTC / PRB / AVANTE / PATRI / PROS) | 248.358 | 19,48%     |
| Irajá Abreu PSD                   | Wilson Souza PSD Terciliano Gomes PDT        | 555    | Frente alternativa (REDE / PTB / PSD / PCdoB / PT / PDT / PRTB / PV)         | 214.355 | 16,82%     |
| César Halum PRB                   | Darci Rocha PATRI Aquiles da Areia PRB       | 101    | Governo de atitude (PHS / SD / PP / DEM / PTC / PRB / AVANTE / PATRI / PROS) | 184.235 | 14,45%     |
| Vicentinho Alves PR               | Antônio Lucena PR Homero Barreto PR          | 222    | A verdadeira mudança (PSB / PSDB / PR / MDB / PODE / PSC)                    | 176.012 | 13,81%     |
| Ataídes Oliveira PSDB             | Freire Júnior MDB Ferreirinha MDB            | 455    | A verdadeira mudança (PSB / PSDB / PR / MDB / PODE / PSC)                    | 170.012 | 13,34%     |
| Paulo Mourão PT                   | Professora Germana PCdoB Dr. Luís Antônio PT | 131    | Frente alternativa (REDE / PTB / PSD / PCdoB / PT / PDT / PRTB / PV)         | 137.654 | 10,80%     |
| Antônio Jorge PSL                 | Coronel Parente PSL Renato Bassani PSL       | 177    | PSL (sem coligação)                                                          | 66.089  | 5,18%      |
| Farlei Meyer PSL                  | Felipe Jaime PSL Túlio Jorge Chegury PSL     | 170    | PSL (sem coligação)                                                          | 65.676  | 5,15%      |
| Melk Aires PSOL                   | Edgar Gomes PSOL Cristóvão Cunha PSOL        | 500    | PSOL (sem coligação)                                                         | 12.312  | 0,97%      |

## Deputados federais eleitos
São relacionados os candidatos eleitos com informações complementares da Câmara dos Deputados.
| Deputados federais eleitos | Partido | Votação | Percentual | Cidade onde nasceu | Unidade federativa |
| Tiago Dimas                | SD      | 71.842  | 10,03%     | Uberaba            | Minas Gerais       |
| Osires Damaso              | PSC     | 58.726  | 8,20%      | Campinorte         | Goiás              |
| Vicentinho Júnior          | PR      | 49.868  | 6,97%      | Goiânia            | Goiás              |
| Eli Borges                 | SD      | 48.812  | 6,82%      | Ipameri            | Goiás              |
| Carlos Gaguim              | DEM     | 48.012  | 6,71%      | Ceres              | Goiás              |
| Dorinha Rezende            | DEM     | 48.008  | 6,71%      | Goiânia            | Goiás              |
| Dulce Miranda              | MDB     | 40.719  | 5,69%      | Pocrane            | Minas Gerais       |
| Célio Moura                | PT      | 18.167  | 2,54%      | Arapuá             | Minas Gerais       |

## Pesquisas

### Governo do Estado
| Período da pesquisa | Instituto | Margem de erro | Candidato      | Candidato     | Candidato     | Candidato    | Candidato        | Brancos ou Nulos | Não sabe |
| Período da pesquisa | Instituto | Margem de erro | Carlesse (PHS) | Amastha (PSB) | Márlon (REDE) | Simoni (PSL) | Bernadete (PSOL) | Brancos ou Nulos | Não sabe |
| ------------------- | --------- | -------------- | -------------- | ------------- | ------------- | ------------ | ---------------- | ---------------- | -------- |
| 14/08 a 16/08/2018  | Ibope     | ±3%            | 50%            | 19%           | 7%            | 2%           | 1%               | 15%              | 6%       |
| 18/09 a 20/09/2018  | Ibope     | ±3%            | 50%            | 28%           | 7%            | 2%           | 1%               | 6%               | 6%       |

### Senado Federal
Levando em conta que para o senado o eleitor irá votar duas vezes, as pesquisas possuem um universo de 200%
| Período da pesquisa | Instituto | Margem de erro | Candidato       | Candidato   | Candidato  | Candidato   | Candidato   | Candidato      | Candidato   | Candidato    | Candidato    | Candidato      | Brancos ou Nulos | Não sabe |
| Período da pesquisa | Instituto | Margem de erro | Vicentinho (PR) | Irajá (PSD) | Gomes (SD) | Mourão (PT) | Halum (PRB) | Ataídes (PSDB) | Jorge (PSL) | Aires (PSOL) | Farlei (PSL) | Siqueira (DEM) | Brancos ou Nulos | Não sabe |
| ------------------- | --------- | -------------- | --------------- | ----------- | ---------- | ----------- | ----------- | -------------- | ----------- | ------------ | ------------ | -------------- | ---------------- | -------- |
| 14/08 a 16/08/2018  | Ibope     | ±3%            | 29%             | 20%         | —          | 15%         | 17%         | 11%            | 4%          | 2%           | 0%           | 31%            | 45%              | 26%      |
| 18/09 a 20/09/2018  | Ibope     | ±3%            | 34%             | 24%         | 23%        | 19%         | 16%         | 16%            | 3%          | 1%           | 0%           | —              | 41%              | 23%      |